# Unified School District
Ein Unified school district (Deutsch: vereinigter Schulbezirk) (in den US-Bundesstaaten Arizona, Kalifornien, Kansas und Oregon) oder Unit School District (in Illinois) in den Vereinigten Staaten von Amerika ist ein School district, der im Allgemeinen sowohl Grundschulen (vom Kindergarten bis zur Mittelschule oder Junior High School) als auch weiterführende Schulen (High Schools, Klassen 9–12) unter derselben Bezirksleitung umfasst und betreibt.
Diese Unterscheidung ist vor allem in Bundesstaaten in den USA üblich, in denen Grundschulbezirke und Highschool-Bezirke im Allgemeinen getrennt sind oder waren. Der vereinigte Schulbezirk von Los Angeles ist ein wichtiges Beispiel für einen einheitlichen Schulbezirk in Kalifornien. In Kalifornien und Illinois sowie auch in anderen Bundesstaaten sind einheitliche Schulbezirke oder Unit School Districts nicht dasselbe wie normale Schulbezirke oder Union School Districts, die im Allgemeinen durch die Zusammenlegung mehrerer Schulbezirke desselben Typs entstehen.
In Kansas entstanden die vereinigten Schulbezirke nach der Verabschiedung eines Gesetzes im Jahr 1962, das die Zahl der ländlichen Schulbezirke reduzieren sollte. Nach der Verabschiedung des Gesetzes sank die Zahl der Bezirke in Kansas stark. 1947 gab es über 3.000 Bezirke. Nach dem Vereinigungsgesetz und der Gründung der einheitlichen Schulbezirke sank ihre Zahl auf unter 400.

## Unterschiedliche Verwendungen des Begriffs
In einigen Bundesstaaten wird der Begriff „einheitlicher Schulbezirk“ verwendet, um unterschiedliche Merkmale zu bezeichnen. Zum Beispiel:
- In Connecticut ist ein einheitlicher Schulbezirk ein landesweiter Schulbezirk, der Schüler unter der Zuständigkeit einer bestimmten staatlichen Behörde betreut:
  - Der Unified School District Nr. 1 untersteht dem Connecticut Department of Correction
  - Der Unified School District Nr. 2 untersteht dem Connecticut Department of Children and Families
  - Der Unified School District Nr. 3 untersteht dem Department of Developmental Services[2]
- In Vermont ist ein einheitlicher Schulbezirk eine Art Union School District, in dem städtische Schulbezirke abgeschafft wurden und Vertreter der ehemaligen Bezirke gewählt wurden, um eine Schulbehörde zu bilden.
- In Wisconsin ist ein einheitlicher Schulbezirk eine Art von Schulbezirk.[3]